# ویزای جی-۱
ویزای جی-۱ (به انگلیسی: J-1 visa) ویزایی است که به اساتید دانشگاه و محققین برای دوره فرصت مطالعاتی و اقامت کوتاه مدت چند ساله توسط سفارت آمریکا صادر می‌شود. برای بستگان متقاضی نیز ویزای جی-۲ صادر می‌شود.

## لزوم اقامت در کشور مبدأ
ممکن است دارنده ویزای جی-۱ مجبور به دو سال اقامت در کشور مبدأ شود تا بتواند دوباره ویزای آمریکا را دریافت کند.